# Ottův slovník naučný
Ottův slovník naučný – czeska encyklopedia powszechna publikowana w latach 1888–1908. Jej wydawcą był księgarz Jan Otto. Składa się z 27 tomów.
Ottův slovník naučný był największą czeską  encyklopedią aż do 2011 roku, kiedy to wyższą liczbę haseł osiągnęła Wikipedia czeskojęzyczna.